# Natalie Gregory
Natalie Gregory, detta Nat (20 ottobre 1975), è un'attrice statunitense.
Ha fatto il suo esordio nel 1983, a 7 anni, come guest star del telefilm Two Marriages.
Ha interpretato il ruolo di Alice nel film televisivo del 1985 Alice in Wonderland.
Il ruolo della sorella di Alice fu affidato alla vera sorella di Natalie, l'attrice Sharee Gregory. 
Ha collezionato ruoli da guest star in numerose serie televisive, compresa Autostop per il cielo dove è apparsa in due episodi.
Inoltre ha prestato la voce al personaggio di Jenny nel film d'animazione Oliver e Company.
Nel 1990 recitò nel film televisivo, Beanpole, dopodiché interruppe la carriera per poi ritornarvi nel 2013.
È sposata dal 1997 con Marc Mitchell da cui ha avuto due figli.

## Filmografia parziale
- Vittime del silenzio (1985)[1] - film Tv
- Alice in Wonderland (1985) - film TV[1]
- Spot Marks the X (1986)[1] - film TV
- Stranger on My Land (1988)[1] - film TV
- Oliver & Company (1988)[1] - voce
- ...Aspetta primavera, Bandini (1989)[1]
- Dad's a Dog (1989)[1] - film TV
- Beanpole (1990)[1] - film TV

### Televisione
- Two Marriages (1 episodio, 1983) - serie TV
- Robert Kennedy, la sua storia e il suo tempo - miniserie TV (1985)[1]
- Autostop per il cielo (Highway to Heaven) - serie TV, episodi 1x18-4x21-4x22 (1985-1988)
- Storie incredibili (Amazing Stories) - serie TV, episodio 1x18 (1986)